# Secretaria da Educação e Esportes do Estado de Pernambuco
| Secretaria Estadual de Educação e Esportes de Pernambuco                                         |                     |
| Av. Afonso Olindense, 1513, Várzea - Recife-PE CEP: 50810-000 https://portal.educacao.pe.gov.br/ |                     |
| Atual secretário                                                                                 | Alexandre Schneider |

A Secretaria da Educação e Esportes do Estado de Pernambuco é o órgão estadual responsável pelos assuntos relacionados à rede de educação no estado de Pernambuco. É uma das 26 secretarias que integram o Governo do Estado de Pernambuco.

## A Secretaria
O objetivo da pasta é garantir o acesso da educação básica e da prática esportiva à toda população do estado do Pernambuco.

## Gerências Regionais de Educação
As Gerências Regionais de Educação são responsável por planejar ações estratégicas para o alcance das metas pactuadas a partir dos indicadores educacionais, em consonância com as diretrizes e com a política estadual e nacional de educação. Também exercem as funções de promover a coordenação e a implantação da política educacional do Estado no âmbito da sua jurisdição, com ênfase na melhoria da gestão da rede e da qualidade e da aprendizagem do aluno.
| Gerências Regionais | Gerências Regionais                          | Gerentes                             |
| ------------------- | -------------------------------------------- | ------------------------------------ |
| 1ª                  | Agreste Centro-Norte (Caruaru)               | Ana Lúcia Barbosa Dos Santos         |
| 2ª                  | Agreste Meridional (Garanhuns)               | Antonio Xisto Vilela                 |
| 3ª                  | Mata Centro (Vitória de Santo Antão)         | Ana Claudia Barbosa Da Silva Padilha |
| 4ª                  | Mata Norte (Nazaré da Mata)                  | Gilvania Cavalcante De Souza         |
| 5ª                  | Mata Sul (Palmares)                          | Danilo José Dos Santos               |
| 6ª                  | Metropolitana Norte                          | Paulo Dutra                          |
| 7ª                  | Metropolitana Sul                            | Eda Maria André Cabral               |
| 8ª                  | Recife-Norte                                 | Iury Souza E Silva                   |
| 9ª                  | Recife-Sul                                   | Viviane Da Silva Gomes               |
| 10ª                 | Sertão Alto do Pajeú (Afogados da Ingazeira) | Israel Alves Da Silveira             |
| 11ª                 | Sertão Central (Salgueiro)                   | Maria Aparecida Carvalho Alencar     |
| 12ª                 | Sertão do Araripe (Araripina)                | Rosa Maria Rodrigues                 |
| 13ª                 | Sertão Médio São Francisco (Petrolina)       | Ana Karina De Oliveira Ramos         |
| 14ª                 | Sertão Moxotó Ipanema (Arcoverde)            | Luvia Bezerra Silva                  |
| 15ª                 | Submédio São Francisco (Floresta)            | Silma Diniz Bezerra                  |
| 16ª                 | Vale do Capibaribe (Limoreiro)               | Ana Maria Xavier De Melo Santos      |

## Titulares
| Nome                         | Imagem                                     | Período                                          | Denominação                                         | Governador (a)     | Notas | Ref.          |
| ---------------------------- | ------------------------------------------ | ------------------------------------------------ | --------------------------------------------------- | ------------------ | ----- | ------------- |
| Aderbal de Araújo Jurema     |                                            | 31 de janeiro de 1955 até 14 de novembro de 1958 | Secretaria Estadual de Educação e Cultura           | Cordeiro de Farias |       | [ 5 ] [ 6 ]   |
| Desconhecido                 |                                            |                                                  |                                                     |                    |       |               |
| Roberto Magalhães            |                                            | 31 de janeiro de 1967 até 15 de março de 1971    | Secretaria Estadual de Educação e Cultura           | Nilo Coelho        |       | [ 7 ]         |
| Desconhecido                 |                                            |                                                  |                                                     |                    |       |               |
| Silke Weber                  |                                            | 15 de março de 1987 até 1° de abril de 1990      | Secretaria Estadual de Educação e Cultura           | Miguel Arraes      |       | [ 8 ]         |
| Fernando Antônio Vieira      |                                            | 1° de abril de 1990 até 15 de março de 1991      | Secretaria Estadual de Educação e Esportes          | Carlos Wilson      |       |               |
| José Jorge Dias Vasconcelos  |                                            | 15 de março de 1991 até 1° de abril de 1993      | Secretaria Estadual de Educação, Cultura e Esportes | Joaquim Francisco  |       | [ 9 ]         |
| Roberto José Marques Pereira |                                            | 1° de abril de 1993 até 1° de janeiro de 1995    | Secretaria Estadual de Educação, Cultura e Esportes | Joaquim Francisco  |       | [ 10 ]        |
| Silke Weber                  |                                            | 1° de janeiro de 1995 até 1° de janeiro de 1999  | Secretaria Estadual de Educação e Esportes          | Miguel Arraes      |       | [ 8 ]         |
| Raul Henry                   |                                            | 1° de janeiro de 1999 até 31 de março de 2002    | Secretaria Estadual de Educação e Cultura           | Jarbas Vasconcelos |       | [ 11 ]        |
| Chico de Assis               |                                            | 1° de abril de 2002 até 3 de fevereiro de 2003   | Secretaria Estadual de Educação e Cultura           | Jarbas Vasconcelos |       | [ 12 ]        |
| Mozart Neves                 |                                            | 3 de fevereiro de 2003 até 1° de janeiro de 2007 | Secretaria Estadual de Educação e Cultura           | Jarbas Vasconcelos |       | [ 13 ]        |
| Mozart Neves                 | Mendonça Filho                             | 3 de fevereiro de 2003 até 1° de janeiro de 2007 | Secretaria Estadual de Educação e Cultura           | [ 13 ]             |       |               |
| Danilo Cabral                |                                            | 1° de janeiro de 2007 até 31 de março de 2010    | Secretaria Estadual de Educação                     | Eduardo Campos     |       | [ 14 ] [ 15 ] |
| Nilton Mota                  |                                            | 1° de abril de 2010 até 1° de janeiro de 2011    | Secretaria Estadual de Educação                     | Eduardo Campos     |       | [ 16 ]        |
| Anderson Gomes               |                                            | 1° de janeiro de 2011 até 1° de janeiro de 2015  | Secretaria Estadual de Educação                     | Eduardo Campos     |       | [ 17 ]        |
| Anderson Gomes               | João Lyra Neto                             | 1° de janeiro de 2011 até 1° de janeiro de 2015  | Secretaria Estadual de Educação                     | [ 17 ]             |       |               |
| Frederico Amâncio            |                                            | 1° de janeiro de 2015 até 1° de janeiro de 2021  | Secretaria Estadual de Educação                     | Paulo Câmara       |       |               |
| Frederico Amâncio            | Secretaria Estadual de Educação e Esportes | 1° de janeiro de 2015 até 1° de janeiro de 2021  | [ 18 ]                                              | Paulo Câmara       |       |               |
| Marcelo Barros               | Secretaria Estadual de Educação e Esportes |                                                  | 1° de janeiro de 2021 até 1° de janeiro de 2023     | Paulo Câmara       |       | [ 19 ]        |
| Ivaneide Dantas              | Secretaria Estadual de Educação e Esportes |                                                  | 1° de janeiro de 2023 até 1° de julho de 2024       | Raquel Lyra        |       | [ 20 ]        |
| Alexandre Schneider          | Secretaria Estadual de Educação e Esportes |                                                  | 1° de julho de 2024 até a atualidade                | Raquel Lyra        |       | [ 21 ]        |